# 汪淵 (弘治進士)
汪淵（1459年—？），字仲深，直隸徽州府歙縣人，民籍，明朝政治人物。

## 生平
成化十九年（1483年）癸卯科應天府鄉試第一百十四名舉人。弘治三年（1490年）中式庚戌科會試第七十二名，三甲第二十三名進士。六年任江西永新县知县。

## 家族
曾祖汪子益；祖父汪用本；父汪中，貢士。母徐氏。具庆下。